# بتانی

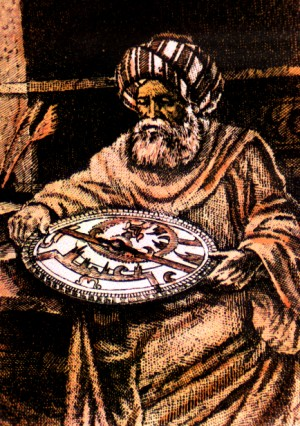
نگاره‌ای فرضی از «بتانی»، منجم و ریاضی‌دان

ابوعبداللّه محمد بن جابر بن سنان بتانی حرانی صابی، منجم عرب و از بزرگ‌ترین منجم‌های زمان خویش و یکی از بزرگ‌ترین منجمان مسلمان به شمار می‌رود. پیش از ۸۵۸ میلادی در حران یا حوالی آن زاده شد، در رقّه بر کرانهٴ فرات برآمد و در ۹۲۹ میلادی در نزدیکی سامرا درگذشت. اجدادش صابئی بودند، ولی او خود مسلمان شد.

## نجوم
آثار متعددی در ستاره‌شناسی، از جمله شرحی بر کتاب الاربعهٴ بطلیموس بدو منسوب است، ولی اثر عمدهٴ او رساله‌ای است در نجوم موسوم به الزیج که تا عصر نوزایی تأثیر فراوان به جای گذاشت.
از ۸۷۷ میلادی به بعد رصدهای نجومی منظم و دقیقی انجام داد. زیج او حاوی فهرستی از کواکب ثابت در سال ۸۸۰–۸۸۱ میلادی است. او دریافت که معدل اوج خورشید از زمان بطلیموس به بعد '۴۷ ° ۱۶ افزایش یافته است، این مستلزم کشف حرکت نقطهٴ اوج و حضیض خورشید و تغییر آرامی در معادلهٴ زمانی است.
همچنین بسیاری از ضرایب نجومی را با دقت زیاد تعیین کرد: تقدیم اعتدالین "۵۴٫۵ در سال، میل فلک‌البروج'۳۵ °۲۳. امکان کسوف‌های حلقوی خورشید را ثابت کرد و حرکت اقبال و ادبار اعتدالین را قبول نداشت (کوپرنیکوس بدان عقیده داشت!).

## مثلثات
فصل سوم کتاب الزیج در باب مثلثات است. او جیب را با آگاهی از مزیت آن بر وترهای یونانی به کار برده است. معرفی توابع ظل مبسوط و ظل مُنْتَصَب را کامل کرد (معادل کتانژانت و تانژانت) و فهرستی از کتانژانت‌ها برحسب درجات به دست داد. او رابطهٴ میان اضلاع و زوایای مثلث کروی را می‌شناخت.

### کتابشناسی
- سارتن، جرج. مقدمه بر تاریخ علم. ترجمهٔ غلامحسین صدری افشار. انتشارات علمی و فرهنگی. ص. ۵۹۲.